# Longfu (sockenhuvudort i Kina, Xinjiang Uygur Zizhiqu, lat 38,94, long 76,06)
Longfu är en sockenhuvudort i Kina. Den ligger i den autonoma regionen Xinjiang, i den nordvästra delen av landet, omkring 1 100 kilometer sydväst om regionhuvudstaden Ürümqi. Antalet invånare är 6 882. Befolkningen består av 3 256 kvinnor och 3 626 män. Barn under 15 år utgör 26,0 %, vuxna 15-64 år 67 %, och äldre över 65 år 5,0 %.
Runt Longfu är det ganska tätbefolkat, med 67 invånare per kvadratkilometer. Närmaste större samhälle är Mangxing, 12,6 km öster om Longfu. Trakten runt Longfu består till största delen av jordbruksmark.
Genomsnittlig årsnederbörd är 150 millimeter. Den regnigaste månaden är juni, med i genomsnitt 25 mm nederbörd, och den torraste är januari, med 4 mm nederbörd.